# Werner Scherer

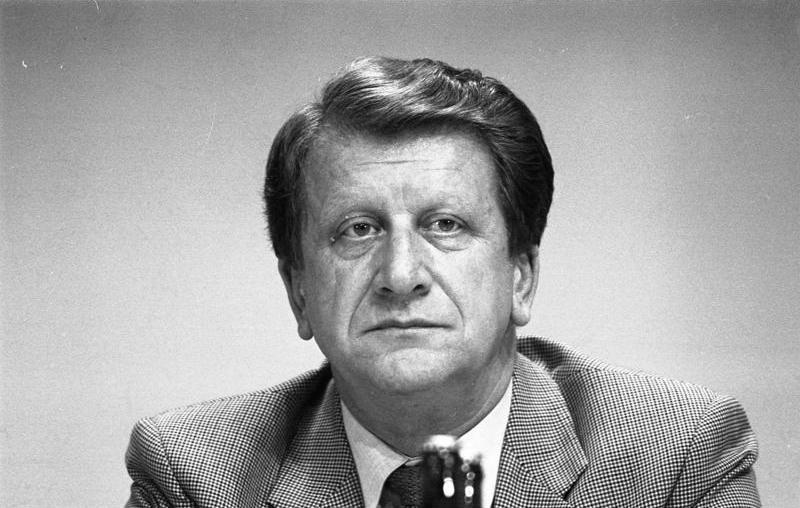
Werner Scherer (1981)

Werner Scherer (* 30. April 1928 in Neunkirchen; † 27. Oktober 1985 ebenda) war ein deutscher Politiker (CVP, CDU). Von 1965 bis 1977 sowie von 1984 bis 1985 war er Landesminister des Saarlandes.

## Frühe Jahre und Beruf
Nach dem Besuch der Volksschule und der Staatlichen Aufbauschule nahm Scherer von 1944 bis 1945 als Luftwaffenhelfer am Zweiten Weltkrieg teil. Nach dem Kriegsende besuchte er das Staatliche Realgymnasium in Ottweiler, wurde nach einem zweijährigen Volontariat 1951 Lokalredakteur bei einer Saarbrücker Tageszeitung und dort später Redakteur für Politik und Wirtschaft.

## Partei
Scherer war zunächst Mitglied der Christlichen Volkspartei (CVP), die 1959 mit der CDU Saar fusionierte. Damit wurde er Mitglied der CDU und schloss sich auch der Jungen Union an, deren Landesvorsitzender im Saarland er von 1960 bis 1963 war. Von 1967 bis 1974 war er Vorsitzender des CDU-Kreisverbands Neunkirchen und vom 11. März 1973 bis 25. November 1977 Landesvorsitzender der CDU Saar. Nach der Wahlniederlage der CDU bei den Landtagswahlen wurde er im Juni 1985 erneut Vorsitzender des CDU-Landesverbands und blieb dies bis zu seinem plötzlichen Tod.

## Abgeordneter

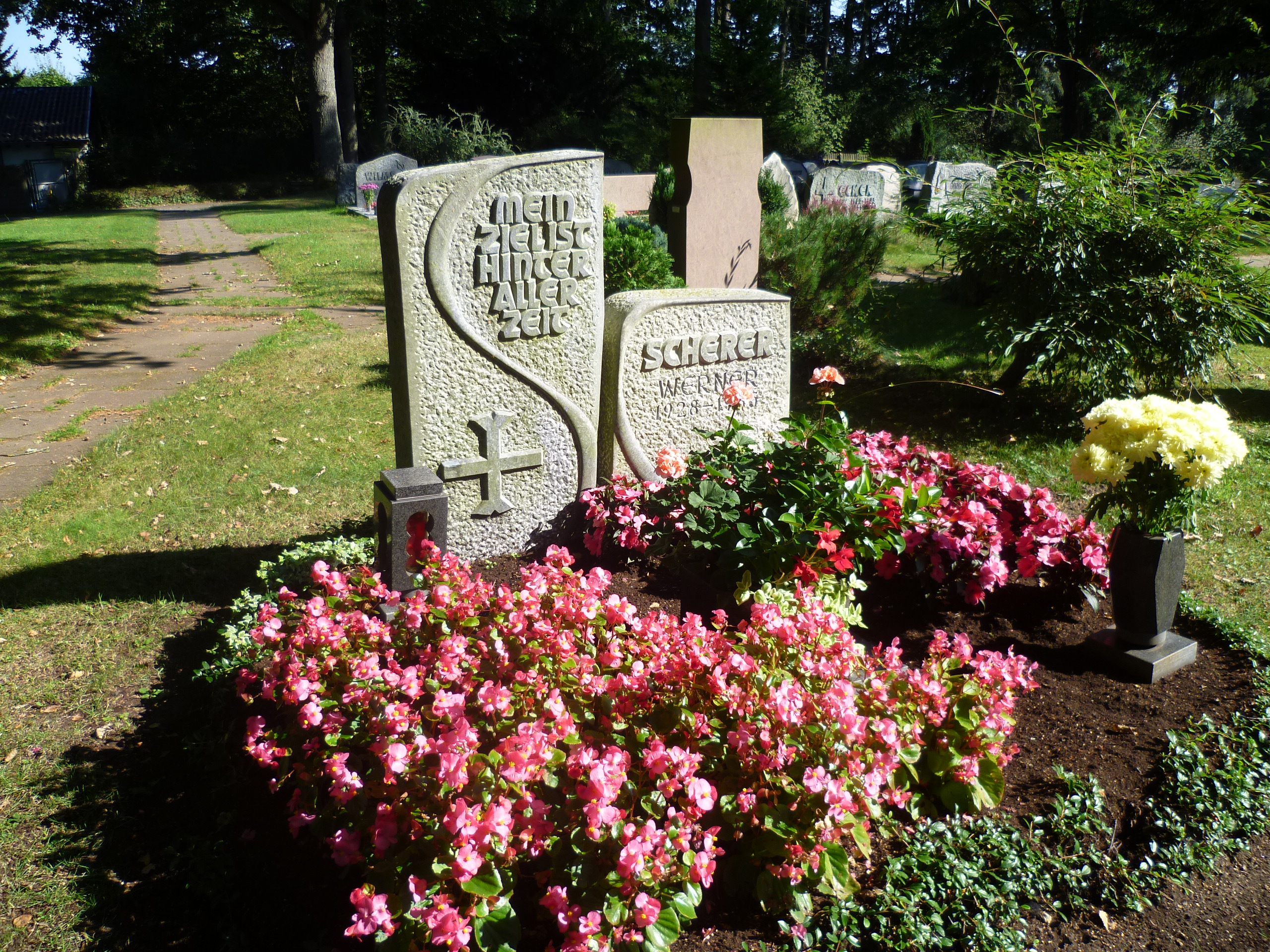
Grab von Werner Scherer auf dem Zentralfriedhof Furpach

Scherer wurde noch für die CVP 1955 erstmals in den saarländischen Landtag gewählt, dem er dann bis zu seinem Tode angehörte. Er befürwortete den Beitritt des Saarlandes zur Bundesrepublik Deutschland. 1963 wurde er Vorsitzender im Ausschuss für Kulturpolitik und Jugendfragen und von Oktober 1981 bis Juli 1984 war er Vorsitzender der CDU-Fraktion.

## Öffentliche Ämter
Scherer wurde am 19. Juli 1965 als saarländischer Kultusminister in die von Ministerpräsident Franz-Josef Röder geführte Landesregierung berufen und schied am 7. Dezember 1977 aus gesundheitlichen Gründen aus dem Amt. Später gehörte er erneut der Landesregierung an und amtierte vom 10. Juli 1984 bis 9. April 1985 als Innenminister in der von Ministerpräsident Werner Zeyer geführten christlich-liberalen Koalition.

## Ehrungen
- 1972: Verdienstkreuz am Bande der Bundesrepublik Deutschland
- 1975: Großes Verdienstkreuz mit Stern der Bundesrepublik Deutschland
- 1975: Saarländischer Verdienstorden[1]